# Pinnacle Systems
Pinnacle Systems inc. è una azienda californiana (Mountain View, USA) fondata nel 1986. Si occupa di hardware e software per il video editing ed è destinato a utenti privati e aziende. All'inizio, si occupava di trasmissioni e verso la fine degli anni novanta, Pinnacle Systems ha rivolto lo sguardo al mondo dei consumatori. Nel 2003, la Pinnacle Systems acquistò la società tedesca Steinberg, la quale fu rivenduta alla Yamaha nell'anno seguente. Pinnacle fu acquistata nell'agosto 2005 dalla Avid Technology Inc., azienda specializzata nella distribuzione, gestione e creazione di supporti digitali per film, video, audio, animazioni, giochi e trasmissioni.
Nel luglio 2012 la Corel Corporation acquisisce da Avid Technology sia Pinnacle Studio che Avid Studio. Anche Pinnacle System fa ora parte della Corel Corporation.

## Prodotti
Ecco i maggiori prodotti della Pinnacle Systems:
Software
- Studio è una soluzione per il videomontaggio amatoriale;
- Liquid è un potente editor per il montaggio audio/video e per la creazione di DVD;
- Dazzle è una soluzione economica per il videoediting;
- PCTV permette di guardare e registrare programmi TV dal PC;
- Showcenter è un player per lo streaming;
- M.Audio permette di creare uno studio di registrazione virtuale;

Hardware
- Deko character generators
- MediaStream servers

## Premi ottenuti
La Pinnacle Systems ha vinto nove Emmy Awards per aver trasformato in digitale alcuni video tradizionali.